# Hieronymos Kotsonis
Hieronymos Kotsonis (auch Hieronymos I. von Athen, * 1. Mai 1905 in Hystierna, Insel Tinos; † 15. November 1988 in Athen) war ein griechisch-orthodoxer Erzbischof.

## Leben und Werk
Hieronymos Kotsonis wurde im Jahre 1905 in Hystierna auf der Ägais-Insel Tinos geboren. Er studierte in Athen Theologie und kanonisches Recht. Er absolvierte Philologieaufbaustudien an deutschen (München, Berlin und Bonn) und englischen Universitäten.
Hieronymos Kotsonis wirkte zunächst als Professor für kanonisches Recht an der Universität Saloniki. 1949 wurde er Prediger am königlichen Hof. Mitte Mai 1967 wurde der schwer erkrankte 86-jährige Erzbischof von Athen Chrysostomos II. von der griechischen Militärjunta auf Basis eines Dekretes abgesetzt, das alle Geistlichen, die älter als 80 Jahre waren, zwangsweise pensionierte. Kotsonis wurde am 13. Mai 1967 auf Basis einer Notgesetzgebung der griechischen Militärregierung und auf Basis einer Wahl durch den König als Hieronimus I zum Erzbischof von Athen eingesetzt. Infolge eines weiteren Notgesetzes entließ er unbequeme Kleriker aus ihren Ämtern. Die Inthronisation fand am 17. Mai 1967 in der Athener Metropolitankirche statt.
Die 1969 staatlich erlassene Grundordnung machte keinen Unterschied zwischen den Metropoliten der Autokephalen Kirche von Griechenland und denen der „Neuen Länder“, denen laut Patriarchaltomos aus dem Jahr 1928 ein besonderes Verhältnis zum Ökumenischen Patriarchen zustand. Die Beziehungen verschlechterten sich weiter wegen der Ablehnung der ökumenischen Bestrebungen des Ökumenischen Patriarchen Athenagoras durch Erzbischof Kotsonis. Nach innerkirchlicher Kritik wegen zu großer Nähe Kotsonis zur griechischen Militärregierung musste er 1973 von seinem Amt als Erzbischof von Athen und gesamt Griechenland zurücktreten.